# Hakea clavata
Hakea clavata es un arbusto perteneciente a la familia Proteaceae, originario de Western Australia. Su nombre común es Coastal Hakea.

## Descripción
La especie arbustiva tiene un hábito extendido, alcanzando hasta los 2,5 metros de ancho y 0,5 a 2,0 m de altura. Las flores son blancas y rosadas, y aparecen entre enero y octubre en los terminales de las ramas.

## Distribución
Se encuentra cerca de Esperance, Australia Occidental y las zonas del sudeste de la Southwest Botanical Province.  Es endémica de la región. 

## Taxonomía
La especie fue descrita por primera vez en 1804 por Jacques Labillardière en Novae Hollandiae Plantarum Specimen. Labillardière pudo hacer la recolección de la especie tipo cuando se encontraba en la región de Esperanza, en diciembre de 1792.
Etimología
Las hakeas fueron denominadas por el Barón Christian Ludwig von Hake, en el siglo XVIII, el patrón alemán de la botánica.
El epíteto clavata proviene del latín y se refiere a la forma de sus hojas.
Sinonimia
- Conchium clavatum Willd.	[3]